# ギーザ県
ギーザ県（ギーザけん、アラビア語: محافظة الجيزة, 翻字:Al-Jizah）は、エジプトのムハーファザ（県）の一つ。首都カイロの南西に位置し、大ピラミッド群で知られるギーザを県庁所在地とする。

## 主な都市
- ギーザ
- メンフィス
- 10月6日市
- インババ

## その他の都市
- バウーティー

## 隣接する県
- ブハイラ県
- ミヌーフィーヤ県
- カリュービーヤ県
- カイロ県
- スエズ県
- ベニ・スエフ県
- ファイユーム県
- ミニヤー県
- ワーディー・ゲディード県
- マトルーフ県

## 出身有名人
- ムハンマド・アブートレイカ（アル・アハリ所属のプロサッカー選手）
- イサーム・エル＝エリヤーン（政治家、自由公正党副党首）